# Kość udowa

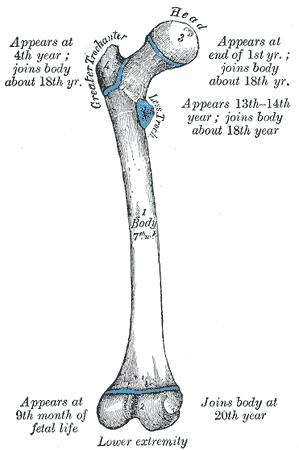
Ludzka kość udowa lewa (widok od tyłu)

Kość udowa (łac. os femoris, femur) – kość kończyny dolnej (miednicznej) będąca elementem wspierającym tkanki miękkie uda. Jest to kość długa, dlatego wyróżnić w niej można trzon i dwa końce: koniec bliższy i koniec dalszy. Występuje u czworonogów. U człowieka jest ustawiona pionowo, a u pozostałych czworonogów w kierunku przednio-dolnym.

## Człowiek
U człowieka  jest to najcięższa i najdłuższa z kości długich organizmu; mierząc prawie dokładnie 26% długości ciała człowieka, jest pomocnym wskaźnikiem rekonstrukcji szkieletowych. 
Na końcu bliższym (górnym) znajduje się głowa kości udowej (caput femoris), stanowiąca ok. 2/3 wycinka kuli. Na jej szczycie znajduje się dołek głowy kości udowej (fovea capitis femoris) będące miejscem przyczepu więzadła głowy kości udowej. Chrząstka szklista pokrywa prawie całą głowę, z wyjątkiem dołka.
Głowę łączy z trzonem szyjka kości udowej (collum femoris) mająca kształt spłaszczonego wałka. Oś szyjki tworzy z trzonem kąt rozwarty (u mężczyzn około 135°, u kobiet mniej). U obu płci z wiekiem kąt ten się zmniejsza. 
Na granicy między szyjką i trzonem znajdują się duże wyniosłości: zlokalizowany bocznie krętarz większy (trochanter major) i położony do tyłu krętarz mniejszy (trochanter minor). Oba krętarze są ważnymi miejscami przyczepu dla mięśni uda. Połączone są między sobą od przodu kresą międzykrętarzową (linea intertrochanterica), od tyłu łączy je wydatny grzebień międzykrętarzowy (crista intertrochanterica). W okolicy krętarza większego, na jego stronie przyśrodkowej, znajduje się dół krętarzowy (fossa trochanterica).
Trzon kości udowej w odcinku górnym ma kształt walcowaty ku dołowi nieco grubieje i spłaszcza się. Na stronie tylnej, tuż pod krętarzem większym znajduje się wyniosłość zwana guzowatością pośladkową, poniżej krętarza mniejszego natomiast znajduje się kresa grzebieniowa (linea pectinea). Na tylnej powierzchni kości udowej przebiega wzdłuż trzonu kresa chropawa (linea aspera), na której rozróżnia się wargę przyśrodkową i boczną (labium mediale et labium laterale). Stykają się one w części środkowej trzonu, a rozchodzą ku dołowi tworząc odpowiednio kresę nadkłykciową przyśrodkową i boczną (linea supracondylaris medialis et lateralis), ograniczające trójkątne pole zwane powierzchnią podkolanową (facies poplitea).
Koniec dalszy tworzą dwa duże kłykcie: kłykieć przyśrodkowy (condylus medialis) i kłykieć boczny (condylus lateralis). Kłykcie pokryte są chrząstką szklistą, podobnie jak łącząca je od strony przedniej powierzchnia rzepkowa (facies patellaris). Pomiędzy kłykciami widoczne jest duże zagłębienie – dół międzykłykciowy (fossa intercondylaris), nie pokryty chrząstką. Oba kłykcie od strony tylnej łączy kresa międzykłykciowa (linea intercondylaris). 
Na powierzchniach bocznych obu kłykci występują niewielkie wyniosłości zwane nadkłykciami: przyśrodkowym i bocznym (epicondylus medialis et laterais). Na nadkłykciu przyśrodkowym wyróżnić można niewielką wyniosłość zwaną guzkiem przywodzicieli (tuberculum adductorium).

## Zwierzęta domowe
U psa charakterystyczne w kości udowej jest położenie krętarza wielkiego, który leży poniżej głowy kości udowej. U konia, przeżuwaczy i świni wystaje ponad głowę kości. U konia wcięcie krętarzowe dzieli go na część doczaszkową oraz doogonową. U konia w części bliższej trzonu znajduje się krętarz trzeci, do którego przyczepia się mięsień pośladkowy powierzchowny.